# Gratisbutik

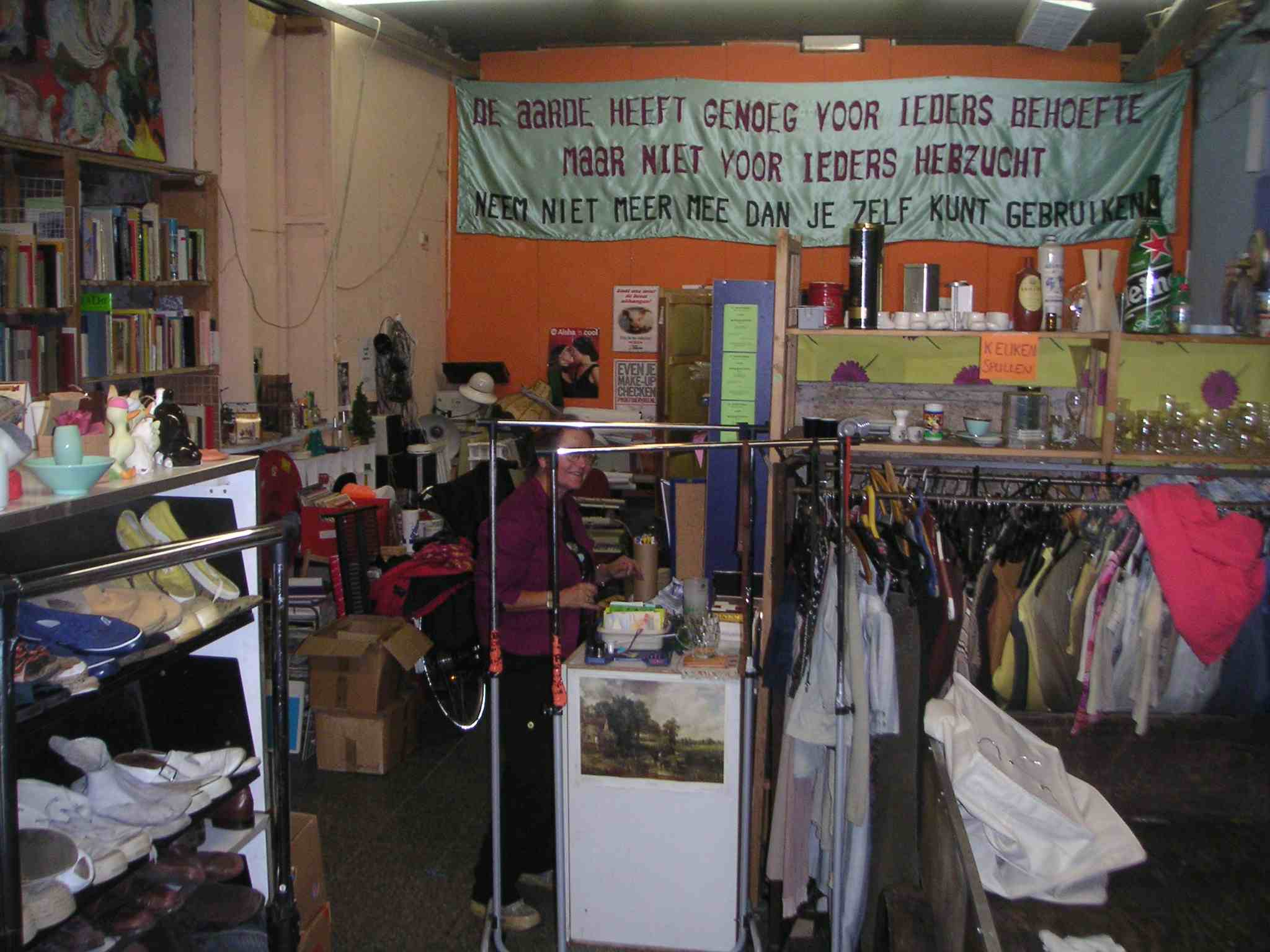
Gratisbutik i Utrecht

Gratisbutik eller freeshop (från engelska: free shop, free store, give-away shop) är en butik där allt är gratis. Tanken är att människor ska kunna ge bort saker de inte använder och/eller ta saker de behöver. Fenomenet kopplas ofta till anarkism och  miljöorganisationer. Nuförtiden sorteras det ofta under begreppen delningsekonomi eller gåvoekonomi.
En gratisbutik ser ofta ut som en second hand-butik eller loppis. Gratisbutiker kan också upprättas tillfälligt på ett torg eller på ett evenemang. Fenomenet förekommer också i mindre skala utan personal, t.ex. då boende i ett bostadshus använder en yta i något gemensamt utrymme såsom trapphus, källare eller grovsoprum för att utbyta saker med varandra.
De första organiserade gratisbutikerna sägs ha startats på 1960-talet i New York av en grupp som kallade sig The Diggers. Exempel på gratisbutiker i Sverige finns (eller har funnits) i Ale, Göteborg, Skattungbyn, Skänninge, Stockholm, Knivsta och Malmö. Som exempel på digitala motsvarigheter kan nämnas The Freecycle Network som startade 2003 i Arizona.